# 宮崎県道373号山崎芳士線
宮崎県道373号山崎芳士線（みやざきけんどう373ごう やまさきほうじせん）は、宮崎県宮崎市を通る予定の一般県道である。

## 概要
宮崎市山崎町から同市大字芳士に至る予定。
2012年（平成24年）4月1日現在、供用区間は存在しない。

### 路線データ
- 起点：宮崎市山崎町（宮崎県道11号宮崎島之内線交点）
- 終点：宮崎市大字芳士（国道10号交点）

## 歴史
- 1995年（平成7年）3月31日 - 宮崎県告示第431号[2]により路線認定される。当初より供用区間が存在しなかった。

## 地理

### 通過する予定の自治体
- 宮崎市

### 交差する予定の道路
| 交差する予定の道路             | 交差する予定の場所 | 交差する予定の場所 |
| ------------------------------ | ------------------ | ------------------ |
| 宮崎県道11号宮崎島之内線未供用 | 山崎町             | 起点               |
| 国道10号未供用                 | 大字芳士           | 終点               |